# Championnat de golf amateur des États-Unis femmes
Le championnat de golf amateur des États-Unis femmes est une compétition de golf annuel disputée aux États-Unis par des golfeurs amateurs. 
Créé en 1895, un mois après le championnat de golf amateur des États-Unis messieurs et l'Open américain, le tournoi figure parmi les tournois les plus anciens. 
Le tournoi ne connaît pas de limite d'âge pour l'engagement. La limite d'engagement est basée sur le handicap. Cependant, depuis la domination depuis quelques années de très jeunes joueuses qui se destinent à une carrière professionnelle, un nouveau tournoi a été créé en 1987 pour les joueuses âgées de 25 ans et plus.
En 2008, sept joueuses ont remporté les titres amateur et professionnel : Patty Berg (amateur en 1938, professionnel en 1946), Betty Jameson (amateur en 1939 et 1940, professionnel en 1947), Babe Zaharias (amateur en 1946, professionnel en 1948, 1950, 1954), Louise Suggs (amateur en 1947, professionnel en 1949 et 1952), Catherine Lacoste (amateur en 1967, professionnel en 1969), JoAnne Gunderson Carner (amateur en 1957, 1960, 1962, 1966, 1968, professionnel en 1971 et 1976) et Juli Inkster (amateur en 1980, 1981, 1982, professionnel en 1999, 2002).

## Robert Cox Cup
Depuis 1896, le trophée récompensant le vainqueur du tournoi est la Robert Cox Cup. Ce trophée a été donné par Robert Cox, d'Édimbourg en Écosse, membre du Parlement anglais et architecte de parcours de golf.

## Palmarès
| Année   | Parcours                                                    | Vainqueur                                                   | Score                                                       | Finaliste                                                   |
| ------- | ----------------------------------------------------------- | ----------------------------------------------------------- | ----------------------------------------------------------- | ----------------------------------------------------------- |
| 2022    | Chambers Bay                                                | Saki Baba                                                   | 11 & 9                                                      | Monet Chun                                                  |
| 2021    | Westchester Country Club                                    | Jensen Castle                                               | 2 & 1                                                       | Hou Yu-chiang                                               |
| 2020    | Woodmont Country Club                                       | Rose Zhang                                                  | 38 holes                                                    | Gabriela Ruffels                                            |
| 2019    | Old Waverly Golf Club                                       | Gabriela Ruffels                                            | 1 up                                                        | Albane Valenzuela                                           |
| 2018    | Golf Club of Tennessee                                      | Kristen Gillman                                             | 7 & 6                                                       | Jeon Ji-won                                                 |
| 2017    | San Diego Country Club                                      | Sophia Schubert                                             | 6 & 5                                                       | Albane Valenzuela                                           |
| 2016    | Rolling Green Golf Club                                     | Seong Eun-jeong                                             | 1 up                                                        | Virginia Elena Carta                                        |
| 2015    | Portland Golf Club                                          | Hannah O'Sullivan                                           | 3 & 2                                                       | Sierra Brooks                                               |
| 2014    | Nassau Country Club                                         | Kristen Gillman                                             | 2 up                                                        | Brooke Henderson                                            |
| 2013    | Country Club of Charleston                                  | Emma Talley                                                 | 2 & 1                                                       | Yueer Cindy Feng                                            |
| 2012    | The Country Club (Cleveland)                                | Lydia Ko                                                    | 3 & 1                                                       | Jaye Marie Green                                            |
| 2011    | Rhode Island Country Club                                   | Danielle Kang                                               | 6 & 5                                                       | Moriya Jutanugarn                                           |
| 2010    | Charlotte Country Club                                      | Danielle Kang                                               | 2 & 1                                                       | Jessica Korda                                               |
| 2009    | Old Warson Country Club                                     | Jennifer Song                                               | 3 & 1                                                       | Jennifer Johnson                                            |
| 2008    | Eugene Country Club                                         | Amanda Blumenherst                                          | 2 & 1                                                       | Azahara Muñoz                                               |
| 2007    | Crooked Stick Golf Club                                     | Maria José Uribe                                            | 1 up                                                        | Amanda Blumenherst                                          |
| 2006    | Pumpkin Ridge Golf Club                                     | Kimberly Kim                                                | 1 up                                                        | Katharina Schallenberg                                      |
| 2005    | Ansley Golf Club                                            | Morgan Pressel                                              | 9 & 8                                                       | Maru Martinez                                               |
| 2004    | The Kahkwa Club                                             | Jane Park                                                   | 2 up                                                        | Amanda McCurdy                                              |
| 2003    | Philadelphia Country Club                                   | Virada Nirapathpongporn                                     | 2 & 1                                                       | Jane Park                                                   |
| 2002    | Sleepy Hollow Country Club                                  | Becky Lucidi                                                | 3 & 2                                                       | Brandi Jackson                                              |
| 2001    | Flint Hills National Golf Club                              | Meredith Duncan                                             | 37 holes                                                    | Nicole Perrot                                               |
| 2000    | Waverly Country Club                                        | Marcy Newton                                                | 8 & 7                                                       | Laura Myerscough                                            |
| 1999    | Biltmore Forest Country Club                                | Dorothy Delasin                                             | 4 & 3                                                       | Jimin Kang                                                  |
| 1998    | Barton Hills Country Club                                   | Grace Park                                                  | 7 & 6                                                       | Jenny Chuasiriporn                                          |
| 1997    | Brae Burn Country Club                                      | Silvia Cavalleri                                            | 5 & 4                                                       | Robin Burke                                                 |
| 1996    | Firethorn Golf Club                                         | Kelli Kuehne                                                | 2 & 1                                                       | Marisa Baena                                                |
| 1995    | The Country Club                                            | Kelli Kuehne                                                | 4 & 3                                                       | Anne-Marie Knight                                           |
| 1994    | The Homestead                                               | Wendy Ward                                                  | 2 up                                                        | Jill McGill                                                 |
| 1993    | San Diego Country Club                                      | Jill McGill                                                 | 1 up                                                        | Sarah LeBrun Ingram                                         |
| 1992    | Kemper Lakes Golf Club                                      | Vicki Goetze                                                | 1 up                                                        | Annika Sörenstam                                            |
| 1991    | Prairie Dunes Country Club                                  | Amy Fruhwirth                                               | 5 & 4                                                       | Heidi Voorhees                                              |
| 1990    | Canoe Brook Country Club                                    | Pat Hurst                                                   | 37 holes                                                    | Stephanie Davis                                             |
| 1989    | Pinehurst Resort                                            | Vicki Goetze                                                | 4 & 3                                                       | Brandie Burton                                              |
| 1988    | Minikahda Club                                              | Pearl Sinn                                                  | 6 & 5                                                       | Karen Noble                                                 |
| 1987    | Rhode Island Country Club                                   | Kay Cockerill                                               | 3 & 2                                                       | Tracy Kerdyk                                                |
| 1986    | Pasatiempo Golf Club                                        | Kay Cockerill                                               | 9 & 7                                                       | Kathleen McCarthy                                           |
| 1985    | Fox Chapel Country Club                                     | Michiko Hattori                                             | 5 & 4                                                       | Cheryl Stacy                                                |
| 1984    | Broadmoor Golf Club                                         | Deb Richard                                                 | 37 holes                                                    | Kimberly Williams                                           |
| 1983    | Canoe Brook Country Club                                    | Joanne Pacillo                                              | 2 & 1                                                       | Sally Quinlan                                               |
| 1982    | Broadmoor Golf Club                                         | Juli Inkster                                                | 4 & 3                                                       | Cathy Hanlon                                                |
| 1981    | Waverley Country Club                                       | Juli Inkster                                                | 1 up                                                        | Lindy Goggin                                                |
| 1980    | Prairie Dunes Country Club                                  | Juli Inkster                                                | 2 up                                                        | Patti Rizzo                                                 |
| 1979    | Memphis Country Club                                        | Carolyn Hill                                                | 7 & 6                                                       | Patty Sheehan                                               |
| 1978    | Sunnybrook Golf Club                                        | Cathy Sherk                                                 | 4 & 3                                                       | Judith Oliver                                               |
| 1977    | Cincinnati Country Club                                     | Beth Daniel                                                 | 3 & 1                                                       | Cathy Sherk                                                 |
| 1976    | Del Paso Country Club                                       | Donna Horton                                                | 2 & 1                                                       | Marianne Bretton                                            |
| 1975    | Brae Burn Country Club                                      | Beth Daniel                                                 | 3 & 2                                                       | Donna Horton                                                |
| 1974    | Broadmoor Golf Club                                         | Cynthia Hill                                                | 5 & 4                                                       | Carol Semple                                                |
| 1973    | Montclair Golf Club                                         | Carol Semple                                                | 1 up                                                        | Anne Quast                                                  |
| 1972    | St. Louis Country Club                                      | Mary Budke                                                  | 5 & 4                                                       | Cynthia Hill                                                |
| 1971    | Atlanta Country Club                                        | Laura Baugh                                                 | 1 up                                                        | Beth Barry                                                  |
| 1970    | Wee Burn Country Club                                       | Martha Wilkinson                                            | 3 & 2                                                       | Cynthia Hill                                                |
| 1969    | Las Colinas Country Club                                    | Catherine Lacoste                                           | 3 & 2                                                       | Shelley Hamlin                                              |
| 1968    | Birmingham Country Club                                     | JoAnne Gunderson                                            | 5 & 4                                                       | Anne Quast                                                  |
| 1967    | Annandale Golf Club                                         | Mary Lou Dill                                               | 5 & 4                                                       | Jean Ashley                                                 |
| 1966    | Sewickley Heights Golf Club                                 | JoAnne Gunderson                                            | 41 trous                                                    | Marlene Stewart Streit                                      |
| 1965    | Lakewood Country Club                                       | Jean Ashley                                                 | 5 & 4                                                       | Anne Quast                                                  |
| 1964    | Prairie Dunes Country Club                                  | Barbara McIntire                                            | 3 & 2                                                       | JoAnne Gunderson                                            |
| 1963    | Taconic Golf Club                                           | Anne Quast                                                  | 2 & 1                                                       | Peggy Conley                                                |
| 1962    | Country Club of Rochester                                   | JoAnne Gunderson                                            | 9 & 8                                                       | Ann Baker                                                   |
| 1961    | Tacoma Country & Golf Club                                  | Anne Quast                                                  | 14 & 13                                                     | Phyllis Preuss                                              |
| 1960    | Tulsa Country Club                                          | JoAnne Gunderson                                            | 6 & 5                                                       | Jean Ashley                                                 |
| 1959    | Congressional Country Club                                  | Barbara McIntire                                            | 4 & 3                                                       | Joanne Goodwin                                              |
| 1958    | Wee Burn Country Club                                       | Anne Quast                                                  | 3 & 2                                                       | Barbara Romack                                              |
| 1957    | Del Paso Country Club                                       | JoAnne Gunderson                                            | 8 & 6                                                       | Ann Casey Johnstone                                         |
| 1956    | Meridian Hills Country Club                                 | Marlene Stewart CAN                                         | 2 & 1                                                       | JoAnne Gunderson                                            |
| 1955    | Myers Park Country Club                                     | Patricia Lesser                                             | 7 & 6                                                       | Jane Nelson                                                 |
| 1954    | Allegheny Country Club                                      | Barbara Romack                                              | 4 & 2                                                       | Mickey Wright                                               |
| 1953    | Rhode Island Country Club                                   | Mary Lena Faulk                                             | 3 & 2                                                       | Polly Riley                                                 |
| 1952    | Waverley Country Club                                       | Jacqueline Pung                                             | 2 & 1                                                       | Shirley McFedters                                           |
| 1951    | Town & Country Club                                         | Dorothy Kirby                                               | 2 & 1                                                       | Claire Doran                                                |
| 1950    | East Lake Golf Club                                         | Beverly Hanson                                              | 6 & 4                                                       | Mae Murray                                                  |
| 1949    | Merion Golf Club                                            | Dorothy Germain Porter                                      | 3 & 2                                                       | Dorothy Kielty                                              |
| 1948    | Pebble Beach Golf Links                                     | Grace Lenczyk                                               | 4 & 3                                                       | Helen Sigel                                                 |
| 1947    | Franklin Hills Country Club                                 | Louise Suggs                                                | 2 up                                                        | Dorothy Kirby                                               |
| 1946    | Southern Hills Country Club                                 | Babe Zaharias                                               | 11 & 9                                                      | Clara Sherman                                               |
| 1942-45 | Pas de tournoi en raison de la Seconde Guerre mondiale      | Pas de tournoi en raison de la Seconde Guerre mondiale      | Pas de tournoi en raison de la Seconde Guerre mondiale      | Pas de tournoi en raison de la Seconde Guerre mondiale      |
| 1941    | The Country Club                                            | Elizabeth Hicks                                             | 5 & 3                                                       | Helen Sigel                                                 |
| 1940    | Pebble Beach Golf Links                                     | Betty Jameson                                               | 6 & 5                                                       | Jane S. Cothran                                             |
| 1939    | Wee Burn Club                                               | Betty Jameson                                               | 3 & 2                                                       | Dorothy Kirby                                               |
| 1938    | Westmoreland Country Club                                   | Patty Berg                                                  | 6 & 5                                                       | Estelle Lawson Page                                         |
| 1937    | Memphis Country Club                                        | Estelle Lawson Page                                         | 7 & 6                                                       | Patty Berg                                                  |
| 1936    | Canoe Brook Country Club                                    | Pamela Barton Angleterre                                    | 4 & 3                                                       | Maureen Orcutt                                              |
| 1935    | Interlachen Country Club                                    | Glenna Collett Vare                                         | 3 & 2                                                       | Patty Berg                                                  |
| 1934    | Whitemarsh Valley Country Club                              | Virginia Van Wie                                            | 2 & 1                                                       | Dorothy Traung                                              |
| 1933    | Exmoor Country Club                                         | Virginia Van Wie                                            | 4 & 3                                                       | Helen Hicks                                                 |
| 1932    | Salem Country Club                                          | Virginia Van Wie                                            | 10 & 8                                                      | Glenna Collett Vare                                         |
| 1931    | Country Club of Buffalo                                     | Helen Hicks                                                 | 2 & 1                                                       | Glenna Collett-Vare                                         |
| 1930    | Los Angeles Country Club                                    | Glenna Collett                                              | 6 & 5                                                       | Virginia Van Wie                                            |
| 1929    | Oakland Hills Country Club                                  | Glenna Collett                                              | 4 & 3                                                       | Leona Pressler                                              |
| 1928    | The Homestead                                               | Glenna Collett                                              | 13 & 12                                                     | Virginia Van Wie                                            |
| 1927    | Cherry Valley Club                                          | Miriam Burns Horn                                           | 5 & 4                                                       | Maureen Orcutt                                              |
| 1926    | Merion Golf Club                                            | Helen Stetson                                               | 3 & 1                                                       | Elizabeth Goss                                              |
| 1925    | St. Louis Country Club                                      | Glenna Collett                                              | 9 & 8                                                       | Alexa Stirling                                              |
| 1924    | Rhode Island Country Club                                   | Dorothy Campbell Écosse                                     | 7 & 6                                                       | Mary Browne                                                 |
| 1923    | Westchester Country Club                                    | Edith Cummings                                              | 3 & 2                                                       | Alexa Stirling                                              |
| 1922    | The Greenbrier                                              | Glenna Collett                                              | 5 & 4                                                       | Margaret Gavin                                              |
| 1921    | Hollywood Golf Club                                         | Marion Hollins                                              | 5 & 4                                                       | Alexa Stirling                                              |
| 1920    | Mayfield Country Club                                       | Alexa Stirling                                              | 5 & 4                                                       | Dorothy Campbell                                            |
| 1919    | Shawnee Country Club                                        | Alexa Stirling                                              | 6 & 5                                                       | Margaret Gavin                                              |
| 1917-18 | Pas de compétition en raison de la Première Guerre mondiale | Pas de compétition en raison de la Première Guerre mondiale | Pas de compétition en raison de la Première Guerre mondiale | Pas de compétition en raison de la Première Guerre mondiale |
| 1916    | Belmont Springs Country Club                                | Alexa Stirling                                              | 2 & 1                                                       | Mildred Caverly                                             |
| 1915    | Onwentsia Club                                              | Florence Vanderbeck                                         | 3 & 2                                                       | Margaret Gavin                                              |
| 1914    | Nassau Country Club                                         | Katherine Harley                                            | 1 up                                                        | Elaine V. Rosenthal                                         |
| 1913    | Wilmington Country Club                                     | Gladys Ravenscroft Angleterre                               | 2 up                                                        | Marion Hollins                                              |
| 1912    | Essex County Club                                           | Margaret Curtis                                             | 3 & 2                                                       | Nonna Barlow                                                |
| 1911    | Baltusrol Golf Club                                         | Margaret Curtis                                             | 5 & 3                                                       | Lillian B. Hyde                                             |
| 1910    | Homewood Country Club                                       | Dorothy Campbell Écosse                                     | 2 & 1                                                       | Mrs. F. M. Martin                                           |
| 1909    | Merion Golf Club                                            | Dorothy Campbell Écosse                                     | 3 & 2                                                       | Nonna Barlow                                                |
| 1908    | Chevy Chase Club                                            | Katherine Harley                                            | 6 & 5                                                       | Mrs. T. H. Polhemus                                         |
| 1907    | Midlothian Country Club                                     | Margaret Curtis                                             | 7 & 6                                                       | Harriot Curtis                                              |
| 1906    | Brae Burn Country Club                                      | Harriot Curtis                                              | 2 & 1                                                       | Mary B. Adams                                               |
| 1905    | Morris County Golf Club                                     | Pauline Mackay                                              | 1 up                                                        | Margaret Curtis                                             |
| 1904    | Merion Golf Club                                            | Georgianna M. Bishop                                        | 5 & 3                                                       | Mrs. E. F. Sanford                                          |
| 1903    | Chicago Golf Club                                           | Bessie Anthony                                              | 7 & 6                                                       | J. Anna Carpenter                                           |
| 1902    | The Country Club                                            | Genevieve Hecker                                            | 4 & 3                                                       | Louisa A. Wells                                             |
| 1901    | Baltusrol Golf Club                                         | Genevieve Hecker                                            | 5 & 3                                                       | Lucy Herron                                                 |
| 1900    | Shinnecock Hills Golf Club                                  | Frances C. Griscom                                          | 6 & 5                                                       | Margaret Curtis                                             |
| 1899    | Philadelphia Country Club                                   | Ruth Underhill                                              | 2 & 1                                                       | Margaret Fox                                                |
| 1898    | Ardsley Club                                                | Beatrix Hoyt                                                | 5 & 3                                                       | Maude Wetmore                                               |
| 1897    | Essex County Club                                           | Beatrix Hoyt                                                | 5 & 4                                                       | Nellie Sargent                                              |
| 1896    | Morris County Golf Club                                     | Beatrix Hoyt                                                | 2 & 1                                                       | Mrs. Arthur Turnure                                         |
| 1895    | Meadow Brook Club                                           | Lucy Barnes Brown                                           | 132                                                         | Nellie Sargent                                              |